# Claude Harmon
Eugene Claude Harmon Senior (* 14. Juli 1916; † 23. Juli 1989) war ein US-amerikanischer Profigolfer und Golflehrer. Er gewann im Jahr 1948 das Masters in Augusta.

## Karriere
Harmon wurde in Savannah, Georgia geboren und qualifizierte sich bereits mit 15 Jahren für die US-Amateurmeisterschaft im Jahr 1931. Dennoch sollte es bis zum Jahr 1948 dauern, bis er das Masters in Augusta gewann. Zu diesem Zeitpunkt arbeitete er als Club Professional. Mehrfach wurde er Dritter bei anderen Major-Turnieren wie der US Open im Jahr 1959 und beim PGA Championship in den Jahren 1945, 1948 und 1953. Zwischen 1945 und 1978 war er Head Professional im Winged Foot Golf Club, wo er ein gefragter Golflehrer war. Vier seiner sechs Kinder wurden ebenso Golflehrer, wobei Butch Harmon der Coach von Tiger Woods war, während die anderen laut Golf Digest zu den Top 50 Golflehrern der USA gehörten.
Harmon starb an Herzversagen im Jahr 1989 nach einer Operation in Houston, Texas.